# روبي دينيسون
روبي دينيسون (بالإنجليزية: Robbie Dennison)‏ هو لاعب كرة قدم بريطاني، ولد في 30 أبريل 1963 في Banbridge ‏ في المملكة المتحدة. شارك مع منتخب إيرلندا الشمالية لكرة القدم من الدرجة الثانية ‏ ومنتخب أيرلندا الشمالية لكرة القدم. أما مع النوادي، فقد لعب مع سوانزي سيتي وغلينافون ونادي هيرفورد ووست بروميتش ألبيون ووولفرهامبتون واندررز.

## وصلات خارجية
- روبي دينيسون على موقع قاعدة بيانات كرة القدم.إي يو (الإنجليزية)
- روبي دينيسون على موقع ناشيونال فوتبول تيمز (الإنجليزية)
- روبي دينيسون على موقع Soccerbase.com (لاعب) (الإنجليزية)